# Logicomix
Logicomix: Uma Jornada Épica em Busca da Verdade é uma graphic novel que narra a busca de Bertrand Russell pelos fundamentos lógicos dos princípios matemáticos. Escrita por Apostolos Doxiadis e pelo professor de ciência de computação da Universidade de Berkeley Christos Papadimitriou e ilustrada por Alecos Papadatos, foi publicada originalmente na Grécia em 2008. A edição brasileira foi publicada em 2010 pela editora Martins Fontes. A edição portuguesa, com o título Logicomix: Uma Busca Épica da Verdade, foi publicada em 2014 pela editora Gradiva.